# میلتون آر. یانگ
میلتون آر. یانگ (به انگلیسی: Milton Ruben Young) سناتور سابق عضو حزب جمهوری‌خواه ایالات متحده آمریکا بود. وی در سال ۱۹۴۷ تا ۱۹۸۱ میلادی سناتور ایالت داکوتای شمالی در سنای ایالات متحده آمریکا بود.